# Zbrojovka Brno

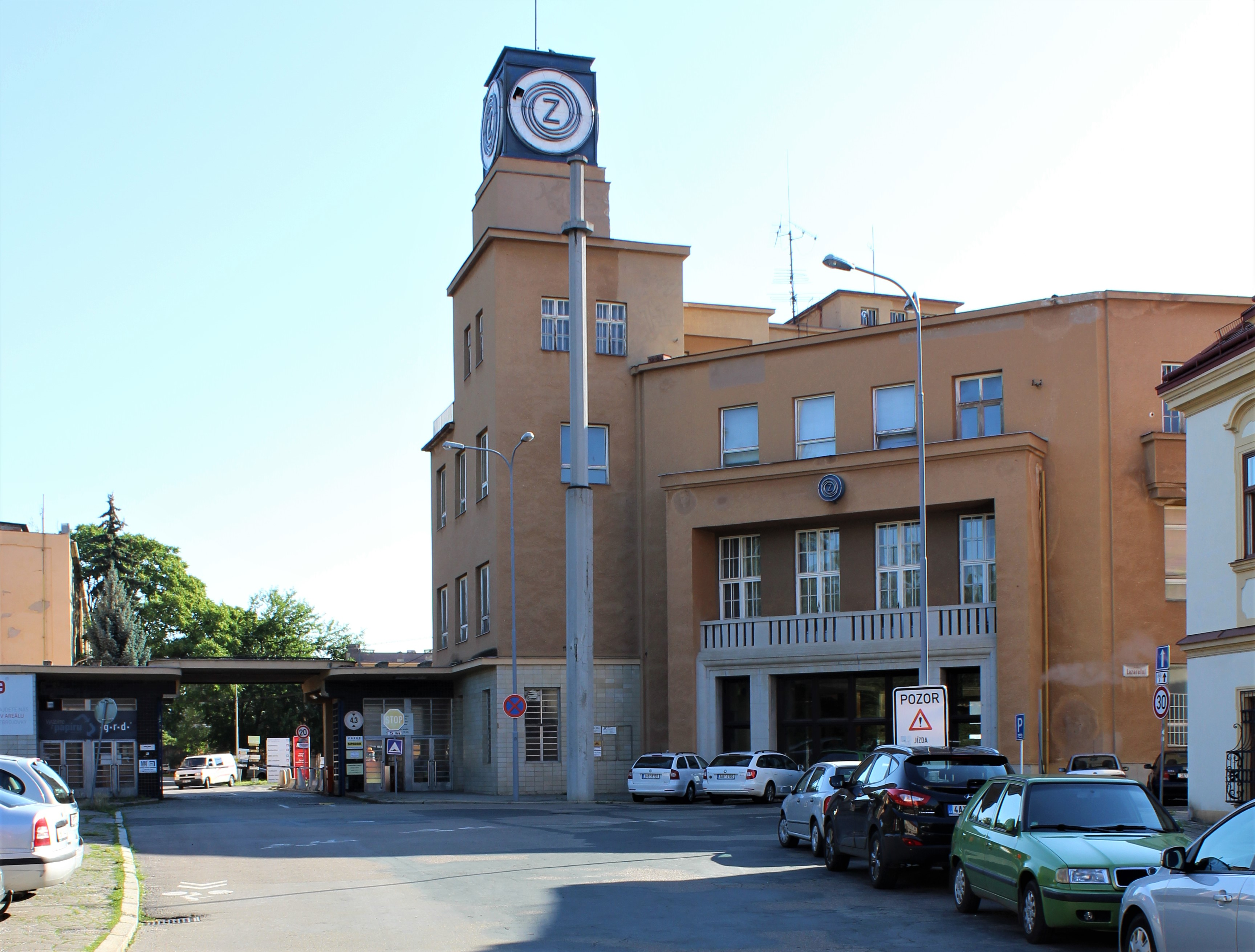
Sede e pórtico da Zbrojovka Brno.

A Zbrojovka Brno, s.r.o. é um fabricante de armas portáteis em Brno, na República Tcheca, de propriedade integral do Grupo Colt-CZ. No passado, também fabricava artilharia leve, carros, motocicletas, tratores e diversas ferramentas, como máquinas de escrever e os primeiros computadores.
Em 1946, a Zbrojovka começou a fabricar tratores com a marca Zetor (uma combinação da letra "Zet" e da palavra "trator"). A Zetor continua a fabricar tratores como uma empresa separada.

## História
A empresa foi fundada em 1918 como uma fábrica estatal conhecida como Oficina Estatal de Armamento e Engenharia, na Áustria-Hungria. A fábrica montou fuzis alemães Gewehr 98 e austríacos Mannlicher M1895, e mais tarde começou a produzir os seus próprios. Em 1924-1925 foi construída uma nova fábrica, onde eram produzidos carros, motores e outras máquinas, além de fuzis e metralhadoras. Na década de 1930, a fábrica também produzia máquinas de escrever licenciadas pela Remington e tratores Skoda.
Durante a ocupação alemã da Tchecoslováquia, Zbrojovka Brno foi renomeada para Waffenwerke Brunn e produziu armas para a Wehrmacht e a Waffen-SS. Em 1944, a fábrica foi severamente danificada no bombardeio de Brno. Após a libertação e reconstrução, retomou a produção. Na segunda metade da década de 1940, produziu motores, armas e tratores. Em novembro de 1945, foi produzido um protótipo do trator Zetor Z-25, o nome Zetor, que se mantém até hoje, vem das palavras "Zet" (a proclamada primeira letra do arsenal) e "ou" (o final da palavra trator).
Na década de 1980, a empresa voltou a concentrar-se principalmente nas tecnologias de comunicação e computação, em detrimento da produção e reparação de armas. A fábrica de Brno foi privatizada em 1990, após o fim do Pacto de Varsóvia. Na década de 1990, o número de funcionários começou a diminuir.

A partir de 2003, a empresa continuou a declinar; em junho de 2006, a produção de armas foi interrompida. Em 8 de agosto de 2006, os últimos trabalhadores foram despedidos. Pouco depois, no início de setembro de 2006, a Zbrojovka Brno leiloou equipamentos de máquinas em leilão público. As máquinas e a propriedade intelectual foram adquiridas pela Česká zbrojovka Uherský Brod, a qual reiniciou a fabricação de fuzis em menor escala. A Zbrojovka Brno continua a fabricar fuzis de caça até hoje como uma subsidiária da Colt-CZ.
As instalações de 22,5 hectares em Brno foram leiloadas no final de janeiro de 2008 por 707 milhões de CZK (cerca de 30 milhões de dólares) pela empresa de investimento J&amp;T. A partir de 2023 a área está sendo reconstruída por uma incorporadora imobiliária com a intenção de construir edifícios de apartamentos e escritórios.

## Produtos

### Armas de fogo

#### História
- Vz. 98/22
- ZB vz. 26
- Vz. 24
- ZH-29

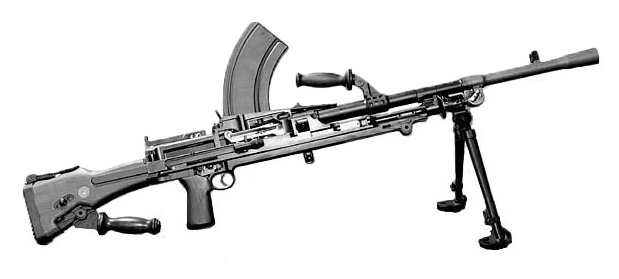
Metralhadora leve Bren - uma modificação do ZB vz. 26.

- Karabiner 98k (ocupação alemã da Tchecoslováquia)
- Gewehr 33/40 (ocupação alemã da Tchecoslováquia)
- MG 34 (ocupação alemã da Tchecoslováquia)
- ZB-53
- ZB-47
- ZB-50
- ZB-530
- ZK-383

#### Produção atual
- BRNO COMBO - fuzil, calibres .243 Win. .308 Vitória. ou .30-06 Springfield
- BRNO STOPPER - fuzil duplo, cal. 458 WinMag
- EFEITO BRNO - fuzil , cal. 30-06

### Veículos motorizados

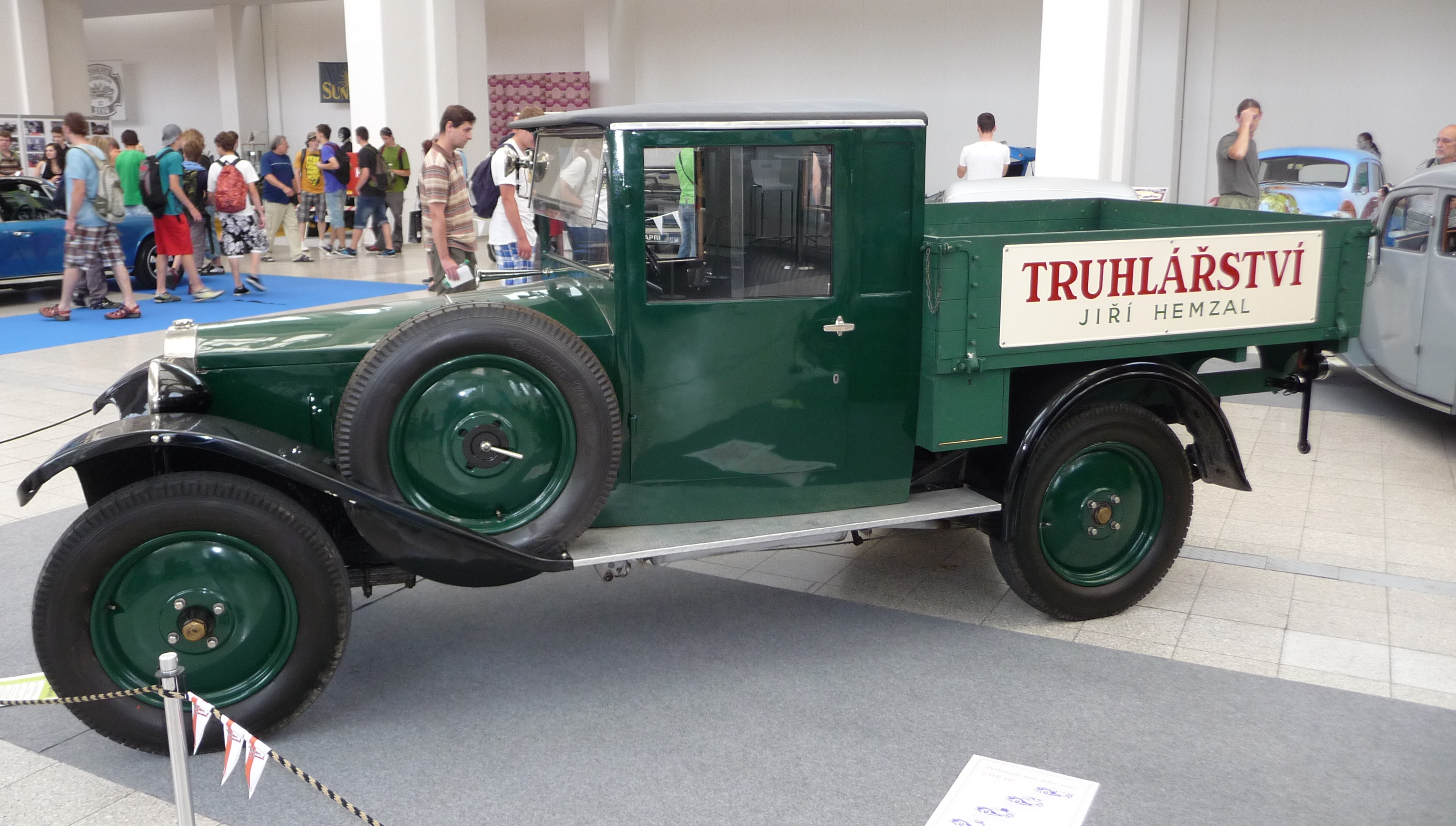
Caminhonete Z 18 de 1929.

Zbrojovka construiu carros e veículos comerciais leves com motores de dois tempos. O primeiro modelo foi o Disk, um carro leve de duas portas com motor de quatro cilindros, 598cc e 10 cavalos de potência (7,5kW), lançado em 1924. Este foi sucedido em 1926 pelo Z 18, que era um sedã de duas portas movido por um motor de dois cilindros e 1.005cc, produzindo 18 cavalos (13kW). Este foi sucedido em 1929 pelo Z 9, que tinha um motor de 993cc produzindo 22cv (16kW). As opções de carroceria para o Z 9 incluíam um sedã ou conversível de quatro portas, sedã de duas portas, quatro lugares, conversível de dois lugares e um caminhão leve comercial.
Em 1933, Zbrojovka apresentou o Z 4, novamente com motor de dois cilindros. Versões anteriores substituíram 905 cc (55.2 cu in) e produziu 19cv (14kW). Em 1934, Zbrojovka introduziu um 980 cc (60 cu in) versão que produzia 25cv (19kW) em sintonia padrão ou 35cv (26kW) na versão cupê esportivo.

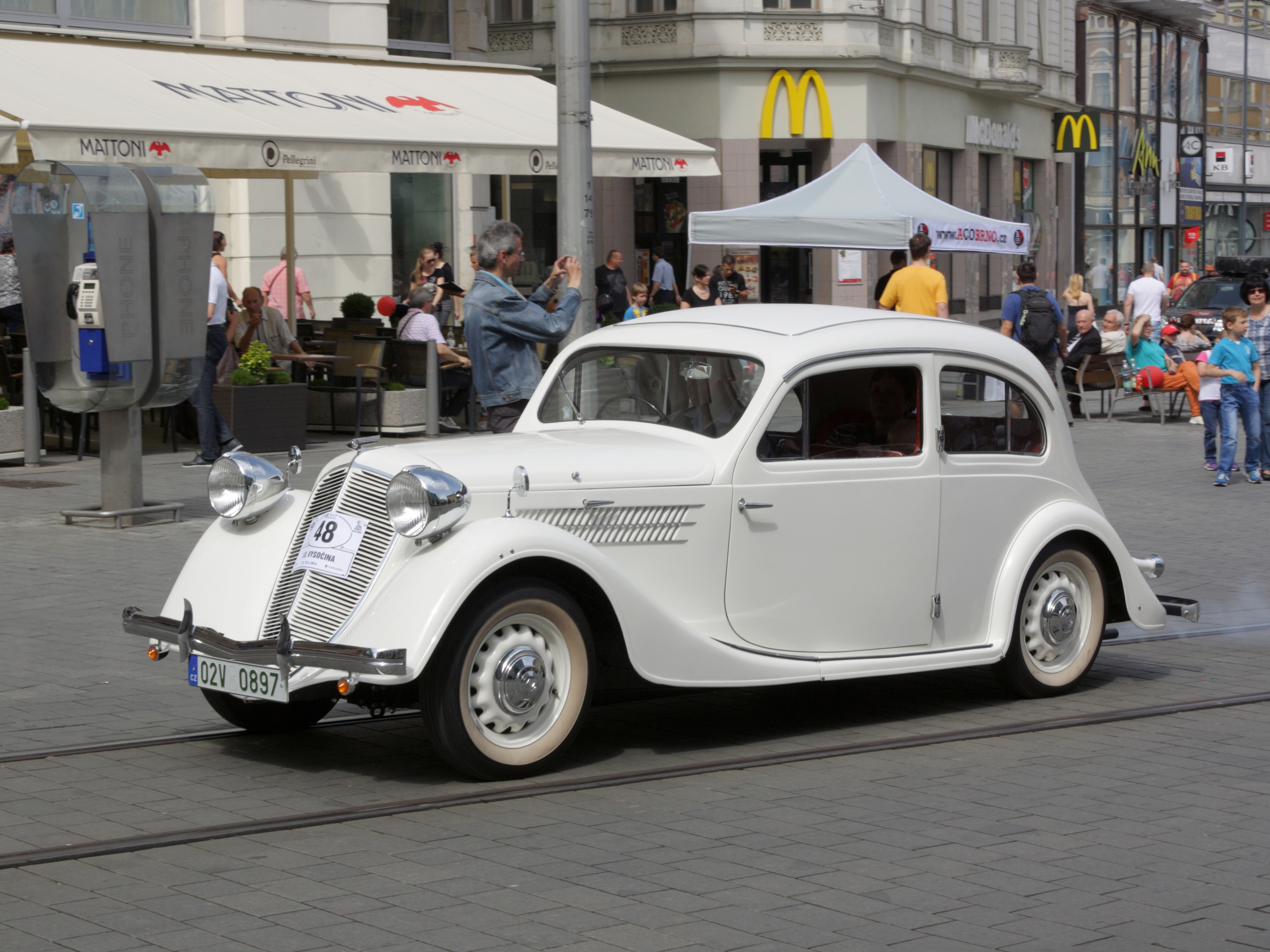
Zbrojovka Z 5 Express sedã de duas portas.

Em 1935, Zbrojovka ampliou sua linha com dois novos modelos, o Z 6 Hurvínek e o Z 5 Express. O Z 6 tinha um motor de dois cilindros que deslocou 735 cc (44.9 cu in) e produziu 19 cavalos (14kW). O motor Z 5 era modular com o Z 6: uma versão de quatro cilindros que deslocava 1,470 cc (90 cu in) e produziu 40cv (30kW). Zbrojovka projetou um novo estilo de carroceria para o Z 5 e Z 6 e atualizou a carroceria do Z 4 para um estilo semelhante.

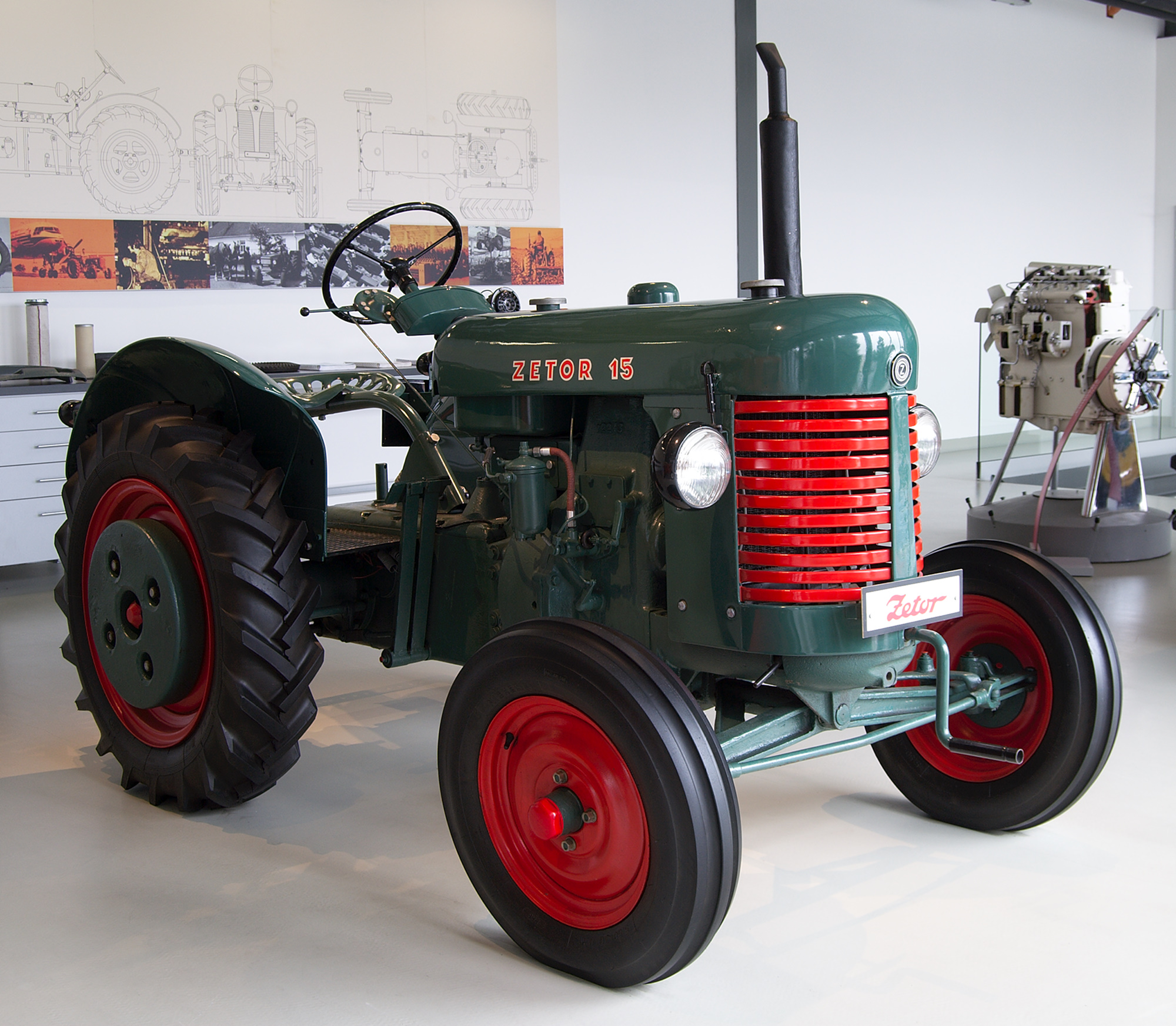
Zbrojovka Zetor 15.

Zbrojovka cessou a produção do Z4 e Z5 em 1936, e do Z6 em 1937. Após a Segunda Guerra Mundial, a empresa concentrou a fabricação de veículos em tratores.

### Computadores Consul
Na década de 1980, a Zbrojovka fabricou computadores e periféricos de 8 bits sob a marca Consul.